# Hope Emerson
Hope Emerson, född 29 oktober 1897 i Hawarden i Iowa, död 25 april 1960 i Hollywood i Kalifornien, var en amerikansk skådespelare.
Efter sina studier vid West High School i Des Moines flyttade Emerson 1916 till New York där hon uppträdde i vaudevilleteater.
Emerson gjorde sin Broadwaydebut i Lysistrata 1930. Hon gjorde sin filmdebut i Smiling Faces (1932) men återvände efter det till teatern. Under 1940-talet, var Emerson känd i USA som Elsie the Cows röst i Borden Milks reklam på radio.
Med en längd på 188 centimeter och en vikt på 109 kilo var Emerson en kraft inom både film och teater. Hon återvände till Hollywood 1946 och gjorde karaktärsroller. Bland hennes mest minnesvärda roller var som en cirkuskvinna som vittnade i rätten i Adam's Rib (1949) (Adams revben) och som en postorderbrud i Westward the Women (1952). Hennes mest kända roll, som den sadistiska kvinnliga fångvaktaren Evelyn Harper, i Caged (1950) som gav henne en Oscarsnominering för Bästa kvinnliga biroll.
Hon gjorde också roller inom TV och hade en återkommande roll i Peter Gunn (1958, för vilken hon fick en Emmynominering) och The Dennis O'Keefe Show (1959).
Emerson dog av leversjukdom vid en ålder av 62 år och begravdes på Grace Hill Cemetery i sin hemstad Hollywood.